# MÁV Ie
Die MÁV Ie war eine Schnellzug-Schlepptenderlokomotivreihe der Ungarischen Staatsbahn MÁV.
Im Unterschied zu den anderen ungarischen Schnellzugloks handelt es sich bei der Reihe Ie um Vier-Zylinder-Verbundlokomotiven.
Um den ungleichmäßigen Lauf von Zwei-Zylinder-Verbundmaschinen zu vermeiden, wurden auf beiden Seiten jeweils ein Hoch- und ein Niederdruck-Zylinder hintereinander angeordnet (Tandem-System Woolf), die ein gemeinsames Gussstück bildeten.
Bei der Reihe Ie kam zum ersten Mal in Ungarn die Heusinger-Steuerung zum Einsatz.
Die Fahrzeuge erfüllten die in sie gesetzten Hoffnungen.
Sie konnten gegenüber der Reihe MÁV Ia 40 % mehr Anhängelast bei 80 km/h befördern.
Die 93 Maschinen wurden von Budapest, Floridsdorf, Wr. Neustadt und von der Lokomotivfabrik der StEG geliefert.
Die noch während der Zeit des ersten MÁV-Bezeichnungsschemas gelieferten Maschinen erhielten die Nummern 733–736.
Im zweiten Schema ab 1891 wurden sie als Kategorie Ie mit den Nummern 401–493 eingereiht.
Im ab 1911 gültigen dritten Schema erhielten sie die Bezeichnung 222,001–093.
Die MÁV If wurden 1911 ebenfalls in diese Reihe als 222,094–095 eingeordnet.
Ab 1907 wurden in Budapest einige Maschinen mit einem Brotankessel versehen.

MÁV Ie 459 mit Brotankessel